# Сулковский, Людвик Ян Непомуцен
Князь Людвик Ян Непомуцен Сулковский (пол. Ludwik Jan Nepomucen Sułkowski; 14 марта 1814, Бельско-Бяла — 18 февраля 1879, Бельско-Бяла) — польский аристократ, 6-й ординат на Бельско-Бяле (1832—1849).

## Детство и юность

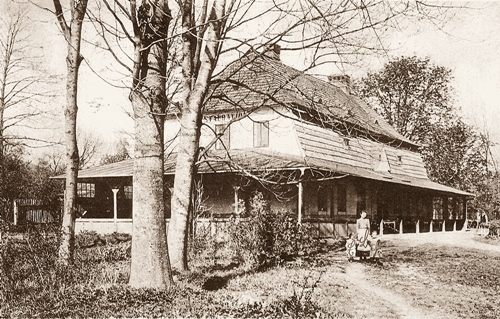
Поместья Вильгельма (Вильгельмсхоф)

Представитель польского магнатского рода Сулковских герба «Сулима». Старший сын князя Яна Непомуцена Сулковского (1777—1832), 5-го ордината на Бельско-Бяле (1812—1832), и баронессы Людвики фон Лариш и Гросс-Нимсдорф (1786—1848). Младший брат — князь Максимилиан Сулковский (1816—1848).
Детство провел в замке князей Сулковских в Бельско-Бяле, где был воспитан в польском духе. С 1824 года учился в местной гимназии. В том же году его отец Ян Непомуцен Сулковский за пронаполеоновскую деятельность был заключен в тюрьму, лишен званий и права на имущество. С 1826 года по своему желанию Людвик продолжил образование в Бохне в среде польской аристократии. Австрийские власти и тетка Юлианна Меттерих из рода Сулковских (1776—1839) решили воспитаться молодого человека в немецком духе. В 1829 года их усилиями он был переведен в гимназию в Тешине, где сдал экзамены. С осени того же года он начал обучение Венском Терезиануме. Это время пришлось на заключение и смерть его отца в крепости Терезин.
По необходимости Людвик Ян Непомуцен Сулковский начал военную службу в австрийской армии. С 1834 года служил в качестве прапорщика в 30-м Галицийском пехотном полку имени графа Лаваля Нугента фон Вестмета, расквартированном во Львове. В 1837 году князь Сулковский служил в чине подпоручика в 4-м Уланском императорском полку имени Кайзера Фердинанда (штаб в Альт-Араде в Венгрии). Через год, в 1838 году, все еще в чине подпоручика служил в том же полку со штабом в Ораде, где и завершил свою военную службу.
В 1835 году Людвик Ян Непомуцен Сулковский был объявлен совершеннолетним, а в следующем году получил право на ординацию в Бельско-Бяле. Принял управление отцовским наследством с большой задолженностью в ходе секвестра имущества, проведенного после заключения отца. Кроме того, 5 августа 1836 года в городе произошел большой пожар. Были уничтожены первый и второй этажи, башня замка, а также прилегающие здания, в том числе замковые часовня, театр, завод и конюшня. Князь Людвик Сулковский перенес свою резиденцию из замка в скромную усадьбу Вильгельма (Вильгельмсхоф) в Верхнюю Ольшувку. После вступления в наследство без промедления приступил к реформе собственности и реконструкции замка.

## Революционер и эмигрант

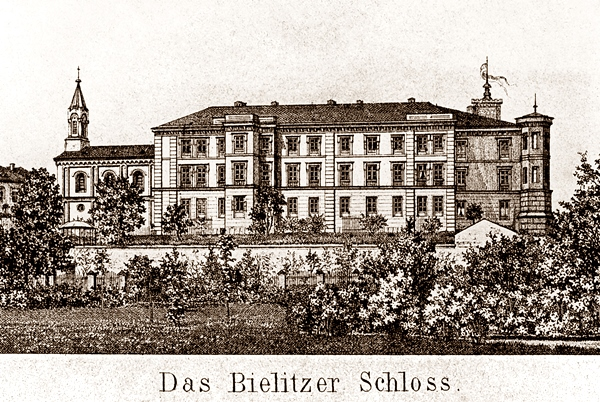
Замок в Бельско-Бяле после реконструкции в 1850—1864 годов

Несмотря на аристократический титул, весной 1848 года князь Людвик Ян Непомуцен Сулковский принял участие в «Весне Народов» на стороне революционеров. Ординат поддержал борьбу против монархического деспотизма и выступал за демократические реформы в Австрийской империи. Князь был вовлечен в создание на территории Бельско-Бялы национальной гвардии и стал ей комендантом. Осенью того же года Людвик Сулковский возглавил Бельское демократическое общество, которое выступало за создание в Австрии республики, объединение германских государств и включение Австрийской Силезии в состав Германии. 15 октября после начала третьего восстания в Вене (6 октября) в Бельско-Бяле было собрано народное собрание, на котором было принято решение об отправке добровольцев в столицу. 17 октября бельский отряд под командованием князя Людвика Сулковского (от 125 до 200 гвардейцев) на вокзале в Остраве присоединился к другим гвардейским отрядам, отправленным из Оберберга в Вену. Ночью этот поезд прибыл в Напайедлу за Кромержижом, где правительственные войска без труда разоружили плохо вооруженных и обученных гвардейцев-добровольцев. Князь Сулковский был арестован, но ночью смог сбежать из-под стражи. Он был заочно приговорен к тюремному заключению. 2 декабря 1848 года правительство наложило еще секвестрацию на имущество Сулковских в Бельско-Бяле. В следующем 1849 году новый австрийский император Франц Иосиф I провел административную реформу монархического устройства. Старые феодальные структуры были упразднены. Княжество в Бельско-Бяле официально перестало существовать, был создан повят Бельско-Бяла под управлением старосты. Князь-ординат Людвик Ян Непомуцен Сулковский стал одним из граждан города и перешел в подчинение органов местного самоуправления.
Князь Людвик Сулковский уехал в эмиграцию в Швейцарию. Поселился в Роршахе на берегу Боденского озера, откуда перебрался в США. 14 октября 1852 года он прибыл на корабле «Radius» в Нью-Йорк. Затем он переехал в Олбани, а потом в Харрисвил, рядом с озером Бонапарт, где и поселился на некоторое время. В 1855 году князь Сулковский уехал дальше на юг, в Нью-Бремен (штат Нью-Йорк), который также назывался Данвилл. За время своего пребывания в США князь Сулковский занимался фермерством и значительно умножил своё имущество, которое перед возвращением в Европу он передал фонду, занимающемуся ранеными в Гражданской войне, а затем муниципалитету Нью-Бремен на школьные цели. Благодаря постоянным контактам с представителями старого континента, курировал семейное имущество и реконструкцию замка в Бельско-Бяле. В 1850 году начался ремонт замка князей Сулковских в Бельско-Бяле.
В 1861 году князь Людвик Ян Непомуцен Сулковский вернулся в Европу, а в 1864 году — в Бельско-Бялу. До конца жизни он занимался управлением своим имуществом и модернизацией интерьера родового замка и его окрестностей. В 1866 году во время Прусско-австрийской войны, которая затронула и Бельско-Бялу, князь Сулковский в течение нескольких месяцев находился в Париже в среде польских эмигрантов. В 1873 году он украсил свой замок в честь юбилея императора Австро-Венгрии Франца-Иосифа I.
В последние годы жизни его здоровье ухудшилось. Князь Людвик Сулковский скончался в бельском замке 18 февраля 1879 года в возрасте 64 лет. Его тело было захоронено в склепе замковой часовни.
По данным местной прессы, Людвик Сулковский имел интровертный характер, был спокойным и трудолюбивым, не кичился своим состоянием. Он был очень открытым и добрым человеком для всех, независимо от социального происхождения. Большую часть свободного времени он посвящал любимому семейному занятию — охоте. Также князь Сулковский был филантропом.

## Личная жизнь

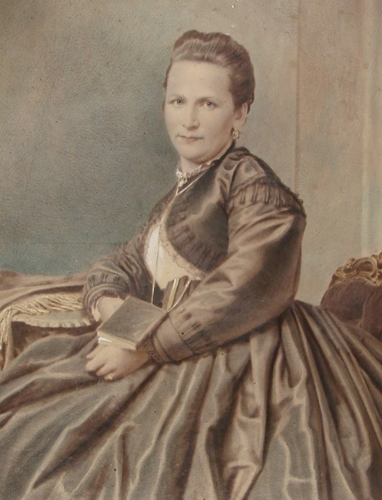
Княгиня Мария Сулковская (урожденная Гемперле), вторая жена Людвика Сулковского

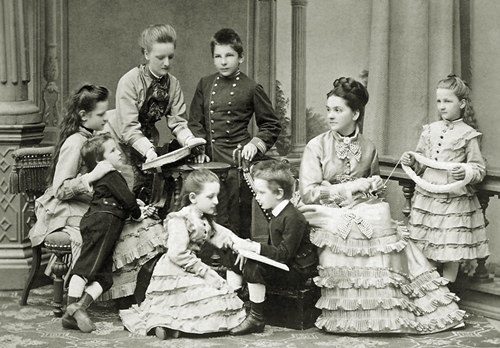
Портрет детей Людвика и Марии Сулковских (Антонина, Габриэла, Паулина, Таида, Ванда, Эдгар, Станислав и Виктор. На фотографии нет Людвика, Альфреда и Александра Эдварда. Фотография 1875—1877 годов

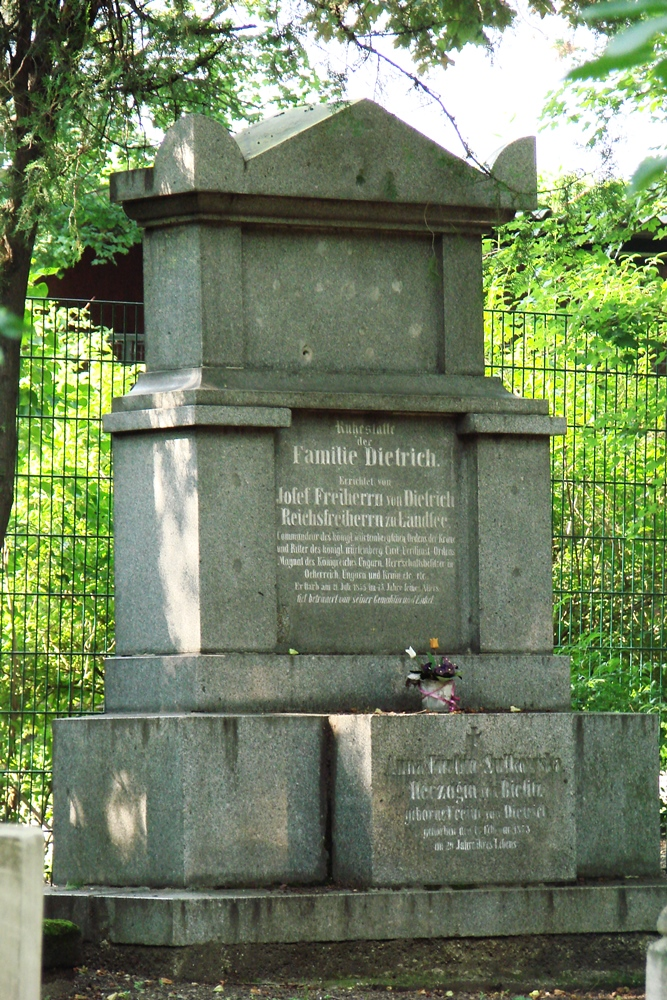
Гробница княгини Анны Сулковской и её отца, барона Йозефа фон Дитриха, Вена

Князь Людвик Сулковский был дважды женат. Во время военной службы в Венгрии его любовницей была Мария Гарри (дочь королевского нотариуса из Лугожа), которая прибыла с ним в Бельско-Бялу и поселилась в поместье Вильгельма. Здесь 29 мая 1841 года она родила внебрачного княжеского сына, Людвика Яна Гарри (умер 13 декабря 1906 года в Себише, его потомки сегодня проживают в Румынии), которого князь Сулковский, несмотря на планы, никогда не признал своим законным сыном.
Вскоре Мария Гарри и её сын ушли на второй план. Князь Людвик Сулковский обручился в Вене с баронессой Анной Елизаветой Франциской фон Дитрих (1823—1853), дочерью финансового магната, барона Йозефа фон Дитриха (1780—1855). Их свадьба состоялась 2 октября 1845 года в приходском костёле Святого Флориана в Matzleinsdorfie под Веной. 2 февраля 1848 года в семье Сулковских родился первенец. При крещении он получил имя Иосиф Мария Людвик (1848—1920), будущий 7-й князь на Бельско-Бяле. Благодаря этому брачному союзу, Сулковские, будучи единственными наследниками Дитриха, стали богатейшими собственниками на территории всей Австро-Венгерской империи (в частности, им принадлежали Файстриц-ам-Вексель, Мюрццушлаг и др.), которыми Людвик управлял до 1870 года, когда на них получил полные права его старший сын Иосиф Мария.
Во время эмиграции в Швейцарии князь Людвик Сулковский познакомился с несовершеннолетней Марией Антонией Гемперле (1832—1870), дочерью торговца Йозефа Антона Гемперле из Роршаха. Вместе они уехали в США. Когда 13 февраля 1853 года в Вене умерла Анна Сулковская, князь решил жениться на своей швейцарской любовнице, которая уже была беременна. Их свадьба состоялась 3 июня 1853 года в костёле Святого Креста в Олбани. В этом браке родилось 12 детей. На американском континенте родились Тайда (1853—1918), Людвик (1854—1880), Альфред (1855—1913), Александр Эдуард (1856—1929), 8-й князь на Бельско-Бяле, и Антонина (1858—1910). После возвращения в Европу, в Швейцарии родились следующие дети: Станислав (1862—1940) и Паулина (1863—1889), в Бельско-Бяле родились еще: Зигмунд (1864—1865), Габриэла (1866—1945), близнецы Ванда (1868—1930) и Эдгар (1868—1945), а также Виктор (1870—1945). После рождения последнего ребенка Мария скончалась 5 марта 1870 года. Она была похоронена в склепе замковой часовни в Бельско-Бяле.
Также у Людвика Сулковского был роман с известной ирландской танцовщицей и актрисой Лолой Монтес (1821—1861), фавориткой короля Баварии Людвига I. Скорее всего, князь встречался с ней в 1840-х годах, о чем могут свидетельствовать её надежды на заключение с ним брака и письмо Людвика в январе 1858 года, в котором он писал другу из Олбани, что он счастлив в своих отношениях с Марией и не собирается жениться на Лоле. В конце концов Лола Монтес не смогла навредить семейным отношениям князя.